# Coelioxys germana
Coelioxys germana är en biart som beskrevs av Cresson 1878. Coelioxys germana ingår i släktet kägelbin, och familjen buksamlarbin. Inga underarter finns listade i Catalogue of Life.